# Theodor Goetz

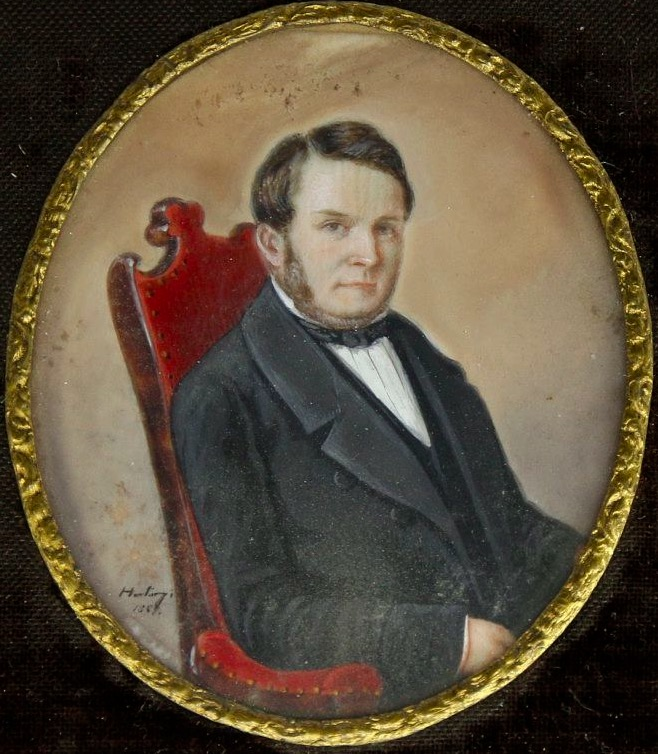
Theodor Goetz, Miniaturmalerei von 1867

Theodor Goetz (* 28. Februar 1806 in Wiesbaden; † 30. Oktober 1885 ebenda) war ein deutscher Architekt und Baubeamter.
Goetz wurde als Sohn des herzoglich nassauischen Baudirektors Carl Florian Goetz geboren. Von 1824 an studierte er an der Münchener Akademie der Bildenden Künste Architektur. Später folgte er dem Beruf seines Vaters und wurde selbst Oberbaurat in Wiesbaden.
In den Jahren 1841/1843 errichtete er dort als Witwensitz für die nassauische Herzogin Pauline (geb. Prinzessin von Württemberg) und ihre Kinder – das Paulinenschlösschen. Nach dem Vorbild englischer Chapels schuf er zwischen 1863 und 1865 die so genannte Englische Kirche. Zudem stammen die beiden dreischaligen Kaskadenbrunnen von 1856 auf dem Bowling Green von ihm, ebenso wie die T-förmige ehemalige eiserne Wandelbahn am Wiesbadener Kochbrunnen.

## Auszeichnungen
- Ritterkreuz des Herzoglich Nassauischen Adolf-Ordens
- Kaiserlich Russischer St.-Annen-Orden 3. Klasse
- Offizierskreuz des Großherzoglich Luxemburgischen Ordens der Eichenkrone